# Борисовка (Оренбургская область)
Борисовка — село в Пономарёвском районе Оренбургской области, административный центр и единственный населённый пункт Борисовского сельсовета.

## География
Находится на расстоянии примерно 11 километров по прямой на север-северо-запад от районного центра села Пономарёвка.

## Климат
Климат резко континентальный, засушливый. Зима холодная, малоснежная, лето жаркое с частыми суховеями, быстрый переход от зимы к лету, короткий весенний период, недостаточность атмосферных осадков, сухость воздуха, интенсивность процессов испарения и обилие прямого солнечного освещения в течение весенне-летнего сезона. Среднегодовая температура воздуха +2,6 °С; среднемесячная температура самого холодного месяца (январь) −8,2 °C, самого тёплого месяца (июль) 25,7 °С; среднегодовое количество атмосферных осадков — 464 мм. Безморозный период составляет в среднем 150 дней в году. Летом почти ежегодно наблюдаются засушливые и суховейные периоды.

## История
Согласно одним данным, образовано село в 1832 году переселенцами из Воронежской и Рязанской губерний. По другим данным село до 1810 уже существовало и называлось Григорьевка. В 1898 году отмечалось в селе было 2390 жителей.

## Население
Постоянное население составляло 443 человек в 2002 году (русские 99 %), 402 в 2010 году.